# Оржицькі вісті
«Оржицькі вісті» — оржицька районна україномовна громадсько-політична газета. Виходить один раз у тиждень щочетверга. Наклад: 2539 примірників .

## Історія
Перший номер оржицької районної газети побачив світ 2 квітня 1931 року. Народилася районка у непрості роки революційних перетворень на селі. Упродовж перших 28 років видання чотири рази змінювало свою назву. Газета «Штурмовик» (1931 – 1935 рр.) згуртувала колектив добросовісних і добровільних помічників. Далі назва змінилася на «За більшовицькі колгоспи» (1935 – 1940 рр.), «За більшовицькі кадри» (1941 р.), а потім знову перейменувалася на «За перемогу» (1944 – 1949 рр.).
З перших днів визволення від німецько-фашистських загарбників тижневик відновлює свою роботу (23.09.1943). У серпні 1949 р. районна газета виходить під назвою «Зоря комунізму» і мала обсяг один друкований аркуш, а її випуск забезпечували 4 особи. Слід згадати тодішнього головного редактора Г. Калину, який віддав значну частину свого життя і здоров'я газеті. Саме за його керівництва, починаючи з 1959 року, районка почала виходити на двох друкованих аркушах. 1962 рік був останнім для «Зорі комунізму» - вона згасла 1.06.1962 року.
У новоствореному Оржицькому районі відновлено випуск районної газети Перший її номер під назвою «Ленінське слово» з'явився 1.04.1965 року. Під такою назвою районка виходила найдовше за всю свою історію – 26 років.
У другій половині минулого століття кожен з головних редакторів, а їх було 9 (І. Білокобильський, С. Лозицький, Г. Калина, І. Кравченко, О. Солод, О. Чепурний, В. Калашник, П. Линовицький, В. Прус), вносив свіжий струмінь в розмаїття жанрів друкованих матеріалів.
У 1966 році головним редактором призначено О. Чепурного. Він очолював колектив редакції 22 роки. За цей час було збудовано приміщення редакції та друкарні, зміцнено матеріальну базу.
У 1992 році на теренах району з'явилася «Оржиччина», а з січня 1993 р. – «Оржицькі вісті». Саме таку назву газета має вже близько 25 років. Районка виходить двічі на тиждень на двох друкованих аркушах.
З 1999 року головним редактором районної газети стає Г. Баганець. Зміст «Оржицьких вістей» зазнав оновлення відповідно до вимог часу. Газета продовжувала бути серйозним інформаційним виданням.
У 2011 році на підставі рішення дев'ятої сесії Оржицької районної ради шостого скликання 19.08.2011 «Про перейменування юридичної особи та затвердження Статуту комунального підприємства «Редакція районної газети «Оржицькі вісті» Оржицької районної ради Полтавської області» підприємство реорганізоване в КП «Редакція районної газети Оржицькі вісті». Цього ж року колектив редакції очолила О. Сидоренко. За її керівництва змінився не тільки зовнішній вигляд районки, а й її зміст. З'явилися нові рубрики, теми. Докладно й об'єктивно висвітлюються державотворчі процеси сучасності. Значна увага приділяється соціально-економічному розвитку району, героями публікацій стали люди праці. За роки роботи на посаді головного редактора Сидоренко О.В. показала себе не тільки гарним організатором, а й господарником. За перші два роки її редакторства було здійснено ремонт приміщення та кабінетів, повністю оновлено матеріально-технічну базу, збільшено якість і тираж газети, а працівники редакції стали активними учасниками медіа тренінгів з підвищення фахового рівня знань. За її ініціативи було відновлено діяльність та включено нових членів до первинної спілки НСЖУ, яка у 2014 році стала кращою первинною організацією в Україні.
З листопада 2015 до листопада 2016 року головним редактором було призначено М. Холошу.
З листопада 2016 року обов’язки редактора виконує Т. Веляда.
На виконання ЗУ "Про реформування державних та комунальних друкованих засобів масової інформації" з 13 листопада 2018 року комунальне  підприємство "Редакція районної газети "Оржицькі вісті" Оржицької районної ради Полтавської області" перетворено у приватне підприємство "Редакція районної газети "Оржицькі вісті". А 22 грудня 2018 року перереєстровано і друкований засіб масової інформації.
З першого номера і до цього дня на сторінках районної газети - яскраві та важливі події Оржиччини і натхненні справи земляків у різних галузях суспільного життя.

## Зміст
Виходить газета на 10 аркушах формату А3 раз на тиждень. Основним наповненням газети є новини, місцева самоврядність, соціальні проблеми, економіка, сільське господарство..